# Кабардино-Балкарский радиотелецентр
Кабардино-Балкарский радиотелецентр (филиал РТРС «РТПЦ Кабардино-Балкарской Республики») — подразделение Российской телевизионной и радиовещательной сети, основной оператор эфирного цифрового и аналогового телевизионного и радиовещания в Кабардино-Балкарской Республике, исполнитель мероприятий по строительству цифровой эфирной телесети в Кабардино-Балкарии в соответствии с федеральной целевой программой «Развитие телерадиовещания в Российской Федерации на 2009—2018 годы».
Радиотелецентр предоставляет 99,9% жителей республики доступ к 20 обязательным общедоступным телеканалам и трем радиостанциям в стандарте DVB-T2, входящим в состав первого и второго мультиплексов цифрового эфирного телевидения. Эфирную трансляцию в регионе обеспечивают 38 радиотелевизионных передающих станций.
До перехода на цифровое эфирное телевидение 35% жителей Кабардино-Балкарии могли принимать не более четырех аналоговых телеканалов. Большинству жителей горных районов республики были доступны только два телеканала.
По инициативе филиала РТРС, в 2018 году для помощи людям старшего поколения в адаптации к цифровому телевидению в Кабардино-Балкарии были созданы группы волонтеров из числа старшеклассников. Более 100 волонтеров помогали пожилым телезрителям с подключением оборудования на дому.

## История
В 1926 году в Нальчике начал работу радиовещательный приемник «Радиолина». 1 мая 1927 года заработала первая любительская радиовещательная станция РВ-51 на трех государственных языках республики — кабардинском, балкарском и русском.
В 1938—1940 годах радиостанция РВ-51 была реконструирована, продолжала трансляцию и в военные годы до оккупации Нальчика нацистскими войсками, после чего была уничтожена.
После освобождения Нальчика станцию начали восстанавливать по проекту Георгия Сергеева. 15 октября 1945 года ее приняла Государственная комиссия. После реконструкции мощность передатчика была доведена до 3,5 кВт, выросло качество вещания.
К созданию любительского телецентра в Нальчике приступила группа из шести работников радиостанции под руководством Г. В. Сергеева — начальника радиоцентра.
7 мая 1954 года связисты смонтировали передатчик будущего телецентра. К маю 1955 года было установлено двухканальное телевизионное оборудование и получено первое телевизионное изображение с разложением на 312 строк и 25 кадров при прогрессивной развертке. С 15 сентября 1955 года телецентр транслировал передачи три раза в неделю.
История профессионального телевидения началась в республике 10 февраля 1957 года, когда Нальчикский телецентр впервые вышел в эфир в статусе государственного. Он был десятым по счету в Советском Союзе. 22 августа 1958 года телецентр приняла Государственная комиссия.
В 1959 году сотрудники радиотелецентра установили первый ретранслятор в Тырныаузе. В дальнейшем ретрансляторы появились в населенных пунктах Советское (Кашхатау), Нижний Чегем, Безенги, Булунгу.
Строительство типовой радиотелевизионной передающей станции (РТПС) в Нальчике завершилось в 1968 году. Объект включал в себя двухэтажное техническое здание с типовой телебашней высотой 180 м, телевизионным передатчиком УКВ-ЧМ и радиовещательным «Дождь-2».
Позже телецентр был разделен на Нальчикский радиоцентр и Республиканскую радиотелевизионную станцию. В январе 1970 года Нальчикский радиоцентр и Республиканская радиотелестанция объединились в Республиканский радиотелевизионный передающий центр КБАССР (приказ Министра связи СССР № 763 от 16.12.1969).
В 1973 году был смонтирован передатчик «АТРС» 5/0,5.
В 1974 году началось внедрение Второй программы Центрального телевидения на ретрансляторах в Советском, Тырныаузе и Заюково.
В 1998 году Республиканский радиотелевизионный передающий центр Кабардино-Балкарской республики реорганизован в филиал ВГТРК Радиотелевизионный передающий центр Кабардино-Балкарской Республики на основании Указа Президента России от 08.05.98 № 511 и в соответствии с Постановлением Правительства России от 27.06.98 № 844.
В 2001 году радиотелецентр вошел в состав РТРС на правах филиала.

## Деятельность
В 2011–2018 годах РТРС создал в Кабардино-Балкарии сеть цифрового эфирного телерадиовещания из 38 передающих станций. Строительство цифровой телесети предусматривалось федеральной целевой программой «Развитие телерадиовещания в Российской Федерации на 2009–2018 годы». 36 передающих станций возводились с нуля.
3 сентября 2012 года РТРС начал тестовую трансляцию 10 телеканалов первого мультиплекса в Нальчике.
21 декабря 2012 года в Нальчике открылся центр консультационной поддержки телезрителей.
В 2014 году РТРС оснастил телебашню в Нальчике архитектурно-художественной подсветкой.
20 марта 2014 года РТРС запустил тестовое вещание второго мультиплекса в Нальчике. Мощность передатчика составила 5 кВт.
Осенью 2015 года РТРС ввел в эксплуатацию сеть эфирного вещания первого мультиплекса в Кабардино-Балкарии. В Нальчике открылся новый сервисный центр цифрового телевидения. До этого момента коллектив Кабардино-Балкарского радиотелевизионного передающего центра не имел своего офисного здания. Он получил площадку к завершению строительства сети первого мультиплекса.
23 сентября 2016 года РТРС и правительство Кабардино-Балкарской Республики подписали соглашение о сотрудничестве в области развития телевидения и радиовещания в регионе.
В 2016 году РТРС начал трансляцию «Радио России» в FM-диапазоне. Передачи радио стали доступны для 70 % населения республики.
26 ноября 2017 года в республике заработали все передатчики второго мультиплекса. 20 цифровых эфирных телеканалов стали доступны для 99,9 % граждан республики.
В 2018 году сотрудники филиала начали разъяснительную работу с жителями республики по поводу предстоящего отключения аналогового вещания. Они объясняли зрителям, как работает цифровое телевидение с наглядной демонстрацией оборудования.
28 декабря 2017 года РТРС начал включение программ ГТРК «Кабардино-Балкария» в эфир каналов первого мультиплекса «Россия 1» и «Россия 24».
26 ноября 2018 года РТРС запустил в тестовом режиме последние передатчики второго мультиплекса. Цифровая телесеть заработала в полном объёме. 20 цифровых каналов стали доступны 99,9 % жителей республики.
В преддверии отключения аналогового вещания 6 апреля 2019 года подготовленные в филиале РТРС волонтеры высадили символические «цифровые» деревья. В Нальчике на улице Балкарова появились 20 берез. Каждому дереву присвоили название одного из телеканалов двух цифровых мультиплексов. 1178 волонтеров помогали настраивать приемное оборудование для цифрового телевидения пожилым телезрителям.
В 2019 году в России завершился переход на цифровое эфирное телевидение. После 10 января аналоговое эфирное телевизионное вещание в городах с населением до 100 тысяч человек поэтапно отключалось, устаревшее оборудование выводилось из эксплуатации. Кабардино-Балкария вошла во второй этап отключения «аналога».
15 апреля 2019 года республика отключила аналоговое вещание федеральных телеканалов и полностью перешла на цифровое телевидение. Переход прошел в штатном режиме. Работу в аналоговом формате продолжает один региональный телеканал.
29 ноября 2019 года РТРС начал цифровую трансляцию программ телеканала ВТК «Кабардино-Балкария» (1 КБР) в сетке телеканала ОТР.
11 сентября 2020 года филиал РТРС «РТПЦ Кабардино-Балкарской Республики» начал трансляцию радиостанции «Радио России + МП» в отдаленных населенных пунктах Карасу, Нижний Чегем, Хушто-Сырт, Эльбрус, Заюково, Тырныауз. Радиостанция стала доступна для 40 тысяч жителей поселков и их окрестностей. Запуск радиостанции «Радио России + МП» в Кабардино-Балкарии стал частью совместной масштабной программы ВГТРК и РТРС по расширению сети радиовещания. Программа предусматривала создание новой сети вещания радиостанций «Радио России», «Маяк» и «Вести ФМ». Эфирное FM-радио стало доступным для большинства жителей региона. Это увеличило охват радиостанций ВГТРК и количество их слушателей.
22 июня 2021 года, в День памяти и скорби, работники филиала приняли участие в ежегодной патриотической акции «Свеча памяти». В 4 часа утра возле мемориала «Вечный огонь Славы» участники мероприятия почтили память погибших в годы Великой Отечественной войны зажжением свечей и минутой молчания.

## Награды
12 июня 2021 года глава Кабардино-Балкарской Республики Казбек Коков вручил медали ордена «За заслуги перед Отечеством» II степени директору филиала РТРС Сафудину Жиляеву и начальнику производственно-технического отдела Кантемиру Богатыреву.
Руководители филиала удостоены наград в соответствии с Указом Президента России от 03.08.2020 № 493 «За большой вклад в реализацию проекта по переходу Российской Федерации на цифровой формат телевещания».

## Организация вещания
Инфраструктура эфирного телерадиовещания филиала РТРС в Кабардино-Балкарии включает:
- республиканский радиотелецентр;
- центр формирования мультиплексов;
- производственное территориальное подразделение (цех);
- 38 радиотелевизионных передающих станций;
- передающую земную станцию спутниковой связи для трансляции региональных телеканалов в эфире каналов первого мультиплекса;
- 88 приемных земных станций спутниковой связи;
- 76 цифровых телевизионных передатчиков;
- шесть аналоговых телевизионных передатчиков;
- 15 радиовещательных передатчиков
- точку присоединения операторов кабельного телевидения в Нальчике[95].